# Vorstendom Anhalt-Köthen (1259-1396)

Kaart van Anhalt na de deling van 1259.
Anhalt-Köthen

Het vorstendom Anhalt-Köthen, vanaf 1307 het vorstendom Anhalt-Zerbst, was een land in het Heilige Roomse Rijk.
Anhalt-Köthen ontstond in 1259 na de verdeling van Anhalt tussen de broers Hendrik II, Bernhard I en Siegfried I. Siegfried kreeg het oostelijke deel van Anhalt, met de steden Köthen, Coswig, Dessau en Wörlitz.
In 1307 verwierf Albrecht I de stad Zerbst, waar hij ook zijn residentie naartoe verplaatste. Vanaf dit moment werd zijn vorstendom naar de nieuwe hoofdstad genoemd.
In 1396 verdeelden Sigismund I en Albrecht IV het vorstendom onder elkaar. Albrecht kreeg de gebieden aan de linkerzijde van de Elbe, rond Köthen en Dessau, vorstendom Anhalt-Köthen en werd de stamvader van de Albrechtse linie. Sigismund stichtte de Sigismundische linie en kreeg het land aan de rechterzijde van de rivier met Zerbst, vorstendom Anhalt-Zerbst.